# Schimanberg
Schimanberg je naselje občine Cirkno v okraju Šmohor na Koroškem v Avstriji.